# 博洛拉达乡
博洛拉达乡，是中华人民共和国四川省凉山彝族自治州喜德县曾经下辖的一个乡。
2021年1月12日，撤销博洛拉达乡，将其所属行政区域划归且拖乡管辖。

## 行政区划
博洛拉达乡撤销前下辖以下地区：
火普村、则巴村、洛都村和博洛村。